# Nuclear Now
Nuclear Now è un film documentario del 2022 diretto da Oliver Stone.
Il film sostiene che l'energia nucleare è la soluzione necessaria per combattere il cambiamento climatico. Il regista spiega, attraverso interviste a esperti e ripercorrendo la storia recente, perché le altre energie rinnovabili da sole non saranno sufficienti a far sì che il pianeta ottenga la neutralità dai combustibili fossili prima che il cambiamento climatico diventi irreversibile. 

## Produzione
Il film è basato sul libro A Bright Future: How Some Countries Have Solved Climate Change and the Rest Can Follow scritto dagli scienziati statunitensi Joshua S. Goldstein e Staffan A. Qvist. Goldstein è coautore della sceneggiatura insieme a Oliver Stone.
La colonna sonora del film è stata prodotta da Vangelis.

## Distribuito
Il documentario è stato presentato in anteprima fuori concorso alla 79ª edizione della Mostra del Cinema di Venezia. Stone e Goldstein si sono poi impegnati per le loro proposte al 53° World Economic Forum 2023 di Davos, in Svizzera. 